# Torlino Vimercati
Torlino Vimercati (lombardul: Turlì) település Olaszországban, Lombardia régióban, Cremona megyében. Lakosainak száma 480 fő (2023. január 1.). Torlino Vimercati Agnadello, Capralba, Palazzo Pignano, Pieranica, Quintano, Trescore Cremasco és Vailate községekkel határos.

## Népesség
A település lakossága az elmúlt években az alábbi módon változott:
| Lakosok száma | 469  | 469  | 475  | 480  |
|               | 2013 | 2017 | 2018 | 2023 |